# إضاءة

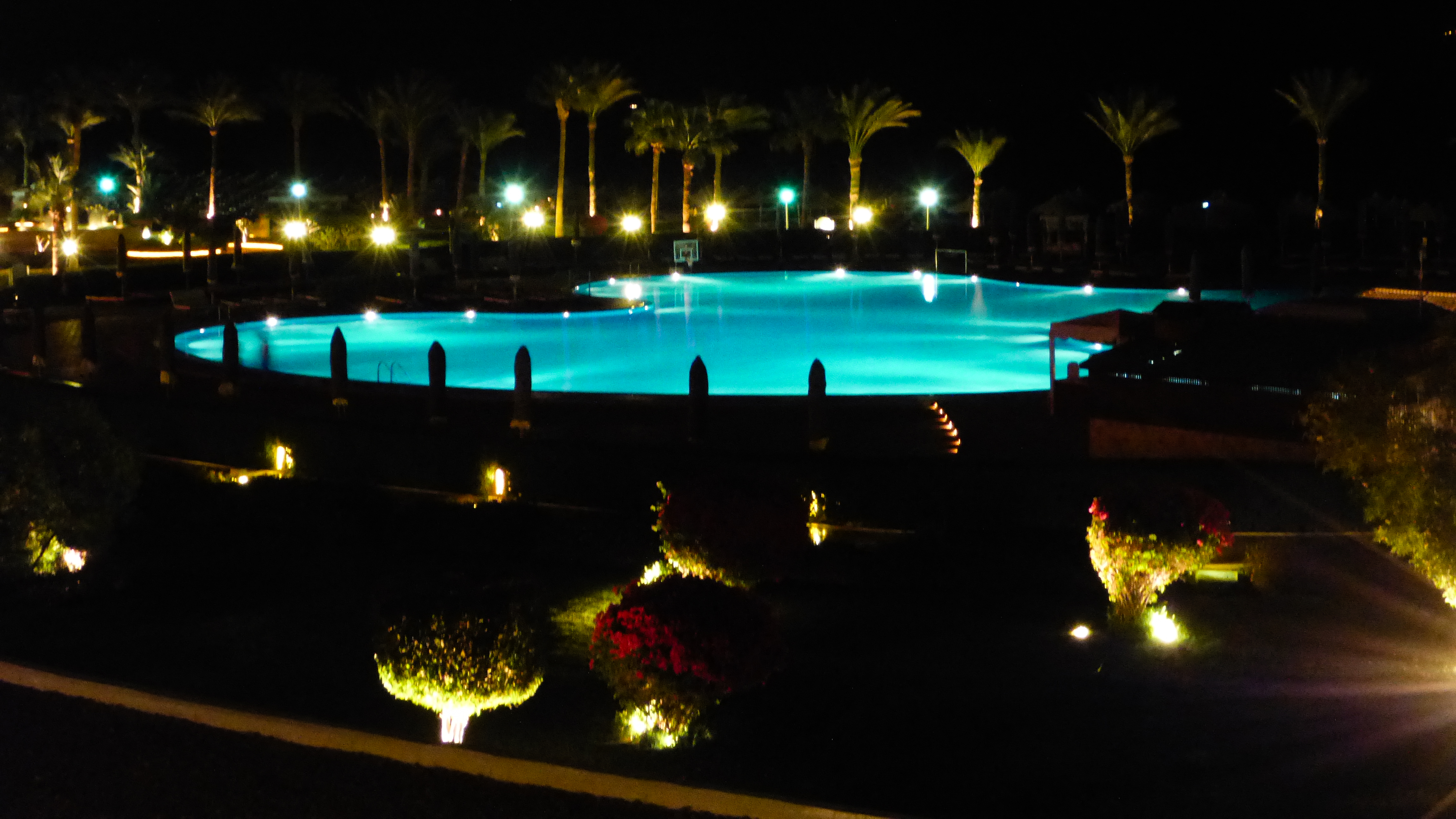
مسبح مضاء ليلا في شرم الشيخ.

الإضاءة صناعة الضوء من خلال المصابيح كي ينير بطريقة مرغوبة. وقد يستعمل لهذا الغرض المرايا وأنواع مختلفة من المصابيح وغير ذلك، والإضاءة أو التنوير هو الاستخدام المتعمد للضوء لتحقيق تأثيرات عملية أو جمالية، ويتضمن الإضاءة استخدام مصادر الضوء الاصطناعي مثل المصابيح وأجهزة الإضاءة، بالإضافة إلى الإضاءة الطبيعية من خلال التقاط ضوء النهار، في بعض الأحيان يتم استخدام ضوء النهار باستخدام النوافذ أو فتحات السقف أو أرفف الضوء كمصدر رئيسي للضوء أثناء النهار في المباني، ويمكن أن يساعد هذا في توفير الطاقة بدلاً من استخدام الإضاءة الاصطناعية، التي تمثل عنصراً رئيسياً في استهلاك الطاقة في المباني. يمكن للإضاءة المناسبة أن تعزز أداء المهام، وتحسن مظهر المنطقة، أو يكون لها تأثيرات نفسية إيجابية على شاغليها.
يتم عادةً تحقيق الإضاءة الداخلية باستخدام تركيبات الإضاءة، وهي جزء أساسي من التصميم الداخلي. يمكن أن تكون الإضاءة أيضًا مكونًا جوهريًا لمشاريع المناظر الطبيعية.

## التاريخ
مع اكتشاف النار، كان أقدم شكل للإضاءة الاصطناعية المستخدمة لإضاءة منطقة ما هو النيران المخيمية أو المشاعل. منذ ما يقرب من 400 ألف عام، أُوقدت النار في كهوف إنسان بكين، واستخدم الناس في عصور ما قبل التاريخ مصابيح زيتية بدائية لإضاءة محيطهم، كانت هذه المصابيح مصنوعة من مواد طبيعية مثل الصخور والأصداف والقرون والحجارة، وكانت مليئة بالشحم، وكان لها فتيل من الألياف. تستخدم المصابيح عادة الدهون الحيوانية أو النباتية كوقود، وتم العثور على مئات من هذه المصابيح (الحجارة المجوفة) في كهوف لاسكو في فرنسا الحديثة، والتي يعود تاريخها إلى حوالي 15000 سنة. كما تم استخدام الحيوانات الزيتية (الطيور والأسماك) كمصابيح بعد ربطها بفتيل، وتم استخدام اليراعات كمصدر للإضاءة تم اختراع الشموع والمصابيح الزجاجية والفخارية أيضًا كانت الثريات شكلاً مبكراً من أشكال تركيبات الإضاءة.
حدث انخفاض كبير في تكلفة الإضاءة مع اكتشاف زيت الحوت انخفض استخدام زيت الحوت بعد أن قام أبراهام جيسنر، الجيولوجي الكندي، بتكرير الكيروسين لأول مرة في أربعينيات القرن التاسع عشر، مما سمح بإنتاج ضوء أكثر سطوعًا بتكلفة أقل بكثير في خمسينيات القرن التاسع عشر، ارتفع سعر زيت الحيتان بشكل كبير أكثر من الضعف من عام 1848 إلى عام 1856 بسبب نقص الحيتان المتاحة، مما أدى إلى تسريع انحدار زيت الحيتان بحلول عام 1860، كان هناك 33 مصنعًا للكيروسين في الولايات المتحدة، وأنفق الأمريكيون المزيد على الغاز والكيروسين مقارنة بزيت الحوت كان ناقوس الموت النهائي لزيت الحوت في عام 1859، عندما تم اكتشاف النفط الخام ونشأت صناعة البترول.
كان إضاءة الغاز اقتصادية بما يكفي لتشغيل أضواء الشوارع في المدن الكبرى بدءًا من أوائل القرن التاسع عشر، كما تم استخدامها أيضًا في بعض المباني التجارية وفي منازل الأثرياء. ساهم غطاء الغاز في تعزيز سطوع الإضاءة في المرافق العامة وفوانيس الكيروسين، حدث الانخفاض الرئيسي التالي في الأسعار في ثمانينيات القرن التاسع عشر مع إدخال الإضاءة الكهربائية في شكل مصابيح قوسية للمساحات الكبيرة وإضاءة الشوارع، تلاها استخدام المصابيح المتوهجة للإضاءة الداخلية والخارجية. مع مرور الوقت، أصبح الإضاءة الكهربائية منتشرة في كل مكان في البلدان المتقدمة اختفت أنماط النوم المجزأة، وأدى تحسين الإضاءة الليلية إلى جعل المزيد من الأنشطة ممكنة في الليل، كما أدى زيادة أضواء الشوارع إلى تقليل الجريمة في المناطق الحضرية.

## تركيبات الإضاءة
تأتي تركيبات الإضاءة في مجموعة واسعة من الأنماط لمختلف الوظائف، والوظائف الأكثر أهمية هي بمثابة حامل لمصدر الضوء، لتوفير الضوء الموجه وتجنب الوهج البصري بعضها بسيط للغاية وعملي، في حين أن بعضها الآخر عبارة عن قطع فنية في حد ذاتها. يمكن استخدام أي مادة تقريبًا، طالما أنها تستطيع تحمل الحرارة الزائدة وتتوافق مع قواعد السلامة.
من الخصائص المهمة لتركيبات الإضاءة هي الكفاءة الضوئية أو كفاءة المقبس الحائطي، أي كمية الضوء القابلة للاستخدام المنبعثة من التركيبات لكل طاقة مستخدمة، والتي تقاس عادة باللومن لكل واط، يمكن أيضًا تحديد كفاءة التركيبات التي تستخدم مصادر إضاءة قابلة للاستبدال كنسبة الضوء التي تنتقل من المصباح إلى المناطق المحيطة. كلما كانت وحدات الإضاءة أكثر شفافية، كلما كانت كفاءتها أعلى، وعادةً ما يؤدي تظليل الضوء إلى تقليل الفعالية ولكنه يزيد من الاتجاهية واحتمالية الراحة البصرية.
تؤثر درجة حرارة اللون لمصادر الضوء الأبيض أيضًا على استخدامها في تطبيقات معينة، حيث أن درجة حرارة لون مصدر الضوء الأبيض هي درجة الحرارة بالكلفن لباعث الجسم الأسود النظري الذي يتطابق بشكل وثيق مع الخصائص الطيفية توزيع الطاقة الطيفية للمصباح. تبلغ درجة حرارة لون المصباح المتوهج حوالي 2800 إلى 3000 كلفن، بينما تبلغ درجة حرارة لون ضوء النهار حوالي 6400 كلفن، وتتمتع المصابيح ذات درجة حرارة اللون المنخفضة بطاقة أكبر نسبيًا في الجزء الأصفر والأحمر من الطيف المرئي، في حين تتوافق درجات حرارة اللون المرتفعة مع المصابيح ذات المظهر الأزرق والأبيض، بالنسبة لمهام التفتيش الحرجة أو مطابقة الألوان، أو لعروض البيع بالتجزئة للأطعمة والملابس، سيتم اختيار درجة حرارة لون المصابيح للحصول على أفضل تأثير إضاءة إجمالي.

## أنواع الإضاءة
يتم تصنيف الإضاءة حسب الاستخدام المقصود إلى إضاءة عامة أو إضاءة مميزة أو إضاءة مهمة، وذلك اعتمادًا إلى حد كبير على توزيع الضوء الذي ينتجه التركيب.
- الإضاءة المهمة هي في الأساس وظيفية وعادة ما تكون الأكثر تركيزًا، لأغراض مثل القراءة أو فحص المواد، على سبيل المثال قد تتطلب قراءة النسخ ذات الجودة الرديئة مستويات إضاءة مهمة تصل إلى 1500 لوكس (140 شمعة قدم )، وتتطلب بعض مهام التفتيش أو الإجراءات الجراحية مستويات أعلى من ذلك.
- الإضاءة المميزة هي إضاءة زخرفية بشكل أساسي، وتهدف إلى تسليط الضوء على الصور أو النباتات أو عناصر أخرى من التصميم الداخلي أو المناظر الطبيعية.
- الإضاءة العامة يشار إليها أحيانًا بالضوء المحيط تملأ الفراغ بين الاثنين وهي مخصصة للإضاءة العامة لمنطقة ما، في الداخل سيكون هذا عبارة عن مصباح أساسي على طاولة أو أرضية، أو تركيبات على السقف. في الخارج قد تكون الإضاءة العامة لمواقف السيارات منخفضة بمقدار 10-20 لوكس (1-2 شمعة قدم) لأن المشاة وسائقي السيارات الذين اعتادوا بالفعل على الظلام لن يحتاجوا إلى الكثير من الضوء لعبور المنطقة.

## طرق الإضاءة
- الإضاءة السفلية هي الأكثر شيوعًا، حيث يتم تثبيت تركيبات الإضاءة على السقف أو تثبيتها في السقف مما يؤدي إلى إلقاء الضوء إلى الأسفل. تميل هذه إلى أن تكون الطريقة الأكثر استخدامًا، وتستخدم في كل من المكاتب والمنازل، على الرغم من سهولة تصميمه، إلا أنه يعاني من مشاكل كبيرة تتعلق بالوهج والاستهلاك الزائد للطاقة بسبب العدد الكبير من التركيبات[11] وقد أدى تقديم الإضاءة LED إلى تحسين هذا الأمر بشكل كبير بحوالي 10%. 90% عند مقارنتها بمصباح هالوجين أو مصباح موجه. أصبحت مصابيح أو لمبات LED متاحة الآن ليتم تركيبها بدلاً من المصابيح ذات الاستهلاك العالي للطاقة.
- الإضاءة من الأعلى والتي تُعد أقل شيوعًا، وغالبًا ما يتم استخدامها لعكس الضوء غير المباشر من السقف وإعادته إلى الأسفل، ويتم استخدامها عادة في تطبيقات الإضاءة التي تتطلب الحد الأدنى من الوهج ومستويات الإضاءة العامة الموحدة. تستخدم الإضاءة العلوية غير المباشرة سطحًا منتشرًا لعكس الضوء في مساحة ما ويمكن أن يقلل من الوهج المزعج على شاشات الكمبيوتر وغيرها من الأسطح اللامعة الداكنة. إنه يعطي عرضًا أكثر تناسقًا لإخراج الضوء أثناء التشغيل، ومع ذلك فإن الإضاءة غير المباشرة تعتمد كليًا على قيمة انعكاس السطح، في حين أن الإضاءة غير المباشرة يمكن أن تخلق تأثير ضوء منتشر وخالٍ من الظلال، إلا أنه يمكن اعتبارها مبدأ إضاءة غير اقتصادي.[12][13]
- الإضاءة الأمامية شائعة أيضًا، لكنها تميل إلى جعل الموضوع يبدو مسطحًا لأنها لا تلقي أي ظلال مرئية تقريبًا، الإضاءة من الجانب هي الأقل شيوعًا، لأنها تميل إلى إنتاج وهج بالقرب من مستوى العين.
- إن الإضاءة الخلفية حول الكائن أو من خلاله تُستخدم بشكل أساسي لتسليط الضوء، يتم استخدام الإضاءة الخلفية لإضاءة الخلفية أو الخلفية، ويضيف هذا عمقًا للصورة أو المشهد ويستخدمه آخرون لتحقيق تأثير أكثر دراماتيكية.

## أشكال الإضاءة

### الإضاءة الداخلية
تشمل أشكال الإضاءة إضاءة الكوة، والتي مثل معظم أشكال الإضاءة الأخرى تكون غير مباشرة. ويتم ذلك غالبًا باستخدام الإضاءة الفلورية التي كانت متاحة لأول مرة في المعرض العالمي لعام 1939 أو ضوء الحبل، وفي بعض الأحيان باستخدام إضاءة النيون، ومؤخرًا باستخدام إضاءة شريط LED الذي يعتبر شكل من أشكال الإضاءة الخلفية. يمكن أن تكون الإضاءة السفلية أو القريبة من الحائط عامة أو غسولًا زخرفيًا للحائط، ويُستخدم أحيانًا مواد لإبراز الملمس مثل الجص المنحوت أو الجص على الحائط، على الرغم من أن هذا قد يُظهر عيوبه أيضًا، ويعتمد التأثير بشكل كبير على نوع مصدر الإضاءة المستخدم.
الإضاءة المُخفّفة تُسمى غالبًا مصابيح الإنارة في كندا ، أو مصابيح العلب أو القبعات العالية في الولايات المتحدة، حيث تُركّب وحدات الإنارة في هيكل السقف بحيث تبدو مُستويةً معه. يمكن استخدام مصابيح الإنارة المُنخفضة هذه مع مصابيح كشاف ضيقة الشعاع، أو مصابيح كاشفة بزاوية أوسع، وكلاهما مصابيح ذات عاكسات خاصة بها، كما تتوفر مصابيح إنارة مُنخفضة مزودة بعاكسات داخلية مُصممة لقبول مصابيح A الشائعة (مصابيح الإضاءة)، وهي عادةً أقل تكلفة من مصابيح العاكس، ويمكن أن تكون مصابيح السقف متوهجة أو فلورية أو HID (تفريغ عالي الكثافة) أو LED.
المصباح الجداري هو تركيب مثبت على الحائط، وخاصةً المصباح الذي يضيء للأعلى وأحيانًا للأسفل أيضًا، المصباح هو مصباح موجه للأعلى مخصص للإضاءة المحيطة، إنه في العادة عبارة عن مصباح أرضي ولكن من الممكن تركيبه على الحائط مثل الشمعدان. تشمل تركيبات الإضاءة الداخلية الأخرى الثريات، والمصابيح المعلقة، ومراوح السقف المزودة بأضواء، والمصابيح القريبة من السقف أو المصابيح المسطحة، وأنواع مختلفة من المصابيح.
من المحتمل أن يكون المصباح المحمول أو المصباح المكتبي هو التركيبة الأكثر شيوعًا، والذي يوجد في العديد من المنازل والمكاتب، وهو المصباح القياسي والظل الذي يوضع على الطاولة كإضاءة عامة، في حين يعتبر مصباح المكتب إضاءة مهمة، مصابيح المكبرة هي أيضًا إضاءة مهمة.

## قياس الضوء
يهتم قياس الضوء أو القياس الضوئي عمومًا بكمية الضوء المفيد الساقط على سطح ما وكمية الضوء الخارجة من المصباح أو أي مصدر آخر، إلى جانب الألوان التي يمكن تقديمها بواسطة هذا الضوء. تستجيب العين البشرية بشكل مختلف للضوء القادم من أجزاء مختلفة من الطيف المرئي، لذلك يجب على القياسات الضوئية أن تأخذ دالة السطوع في الاعتبار عند قياس كمية الضوء المفيد. وحدة القياس الأساسية في النظام الدولي للوحدات هي الشمعة (cd)، والتي تصف شدة الإضاءة، ويتم اشتقاق جميع وحدات القياس الضوئية الأخرى من الشمعة. على سبيل المثال، يعتبر السطوع مقياسًا لكثافة شدة الضوء في اتجاه معين، يصف كمية الضوء التي تمر عبر منطقة معينة أو تنبعث منها، وتقع ضمن زاوية صلبة معينة، وحدة قياس الإضاءة في النظام الدولي للوحدات هي شمعة لكل متر مربع (cd/m 2 ). وحدة قياس شدة الإضاءة هي stilb، والتي تساوي شمعة واحدة لكل سنتيمتر مربع أو 10 كيلوكانديلا/م 2. يتم قياس كمية الضوء المفيد المنبعث من مصدر أو التدفق الضوئي باللومن lm.
وحدة القياس في النظام الدولي للوحدات للإضاءة والانبعاث الضوئي، وهي القدرة الضوئية لكل مساحة، يتم قياسها بوحدة لوكس، يتم استخدامه في علم قياس الضوء كمقياس لشدة الضوء الذي يضرب أو يمر عبر سطح ما، كما تراه العين البشرية، وهو مماثل لوحدة القياس الإشعاعي واط لكل متر مربع، ولكن مع الطاقة عند كل طول موجي مرجحة وفقًا لدالة السطوع، وهو نموذج موحد لإدراك سطوع البصر البشري في اللغة الإنجليزية، تُستخدم كلمة lux في المفرد والجمع.
غالبًا ما يستلزم الراحة البصرية قياس التقييمات الذاتيةلقد تم تطوير العديد من طرق القياس للتحكم في الوهج الناتج عن تصميم الإضاءة الداخلية، يعد تصنيف الوهج الموحد UGR، واحتمال الراحة البصرية، ومؤشر وهج ضوء النهار من أكثر طرق القياس شهرة، بالإضافة إلى هذه الأساليب الجديدة، هناك أربعة عوامل رئيسية تؤثر على درجة الوهج المزعجK يجب أخذ سطوع مصدر الوهج، والزاوية الصلبة لمصدر الوهج، وسطوع الخلفية، وموضع مصدر الوهج في مجال الرؤية في الاعتبار.